# KV21
A KV21, no Vale dos Reis em Egito, contém múmias de duas mulheres, pensa-se que sejam rainhas da décima oitava dinastia.
A tumba foi descoberta por Giovanni Belzoni em 1817. Ela possui uma pequena câmara baixa próxima à câmara do sarcófago, onde foram encontrados grandes jarros brancos (provavelmente contendo resíduos de embalsamento).
James Burton, que mapeou a tumba em 1825 chamou-a de "a nova tumba limpa". Entretanto quando a tumba foi investigada em 1989 por Donald P. Ryan, as múmias estavam despedaçadas, os jarros foram quebrados e havia a inscrição "ME 1826" na parede, tudo isso feito por vândalos.